# Clotaire Saint-Natus
Clotaire Saint-Natus (né en 1956) est un poète et journaliste haïtien.

## Biographie
Clotaire Saint-Natus, né en 1956 à l'Anse-d'Ainault dans le département de la Grand'Anse, a fait ses études au collège Saint-Louis à Jérémie, chef-lieu de ce département géographique et cité Haïtienne des Poètes et aussi lieu de naissance du père d'Alexandre Dumas. Clotaire est alors rédacteur en chef du journal écolier dénommé  L'Assotor Grand'Anselais.  En terminale à  Port-au-Prince au collège Jean Price-Mars sous la direction du romancier Jean-Claude Fignolé, son cousin, et du poète René Philoctète, Clotaire Saint-Natus s'investit à nouveau dans le journalisme puis, durant ses études à l'École Normale Supérieure, devient l'assistant de l'historien Roger Gaillard au journal d'État le Moniteur.
Dans les années 1980, pendant son passage à la Radio Soleil, où il implante un programme d'éducation populaire par la radio, Clotaire Saint-Natus s'intéresse à l'écriture du créole haïtien  et publie une pièce de théâtre poétique intitulé Natif-Natal dont des extraits figurent dans plusieurs anthologies haïtiennes.  Impliqué dans l'implantation de programmes éducatifs de toutes sortes à l'Institut Pédagogique National puis dans des projets d'organisations internationales durant les années 80, 90 et 2000, il rédige alors du matériel pédagogique et des curricula scolaires pour des niveaux scolaires divers. Formé en sociologie et gestion de projets au niveau de la maîtrise, il accède à des postes d'enseignants au niveau universitaire.
En 2006, il reprend sa plume d'écrivain engagé quand il publie, à compte d'auteur sous forme écrite et sonore, son triptyque : Poématoire, Poèmature et Poématique qui comme son nom l'indique traite de l'histoire, de la nature et de problématiques sociales.  Lors du centenaire de la naissance de Jacques Roumain, Clotaire traduit Gouverneurs de la rosée en créole, édité par Les Éditions Deschamps.  Il reprend aussi en langue vernaculaire dans un texte poétique ce roman internationalement célèbre et produit un court vidéo diffusé sur les stations de télé haïtiennes.  Il est, par la suite, appelé à produire des textes poétiques qui honorent des Haïtiens de valeur lors des couronnements annuels dans le cadre de soirées culturelles dédiées aux Trésors Nationaux Vivants au parc historique de la Canne à Sucre à Port-au-Prince.
Clotaire Saint-Natus devient alors le poète national des grandes occasions, célébrant régulièrement les dates historiques, les personnages célèbres d'hier et d'aujourd'hui en gratifiant stations de radio et auditeurs de morceaux poétiques bilingues campant de façon toute spéciale des héros d'Haïti et d'ailleurs.  La jeunesse haïtienne lui témoigne son appréciation en inaugurant dans certaines villes des bibliothèques qui portent son nom et qu'il supporte.  En 2014, Clotaire Saint-Natus, est devenu l'un des trente-trois membres de l'Académie de Langue Créole.

## Œuvres

### Poésie
- Poématoire, Presses Nationales d'Haïti, 2007
- Poémature, Presses Nationales d'Haïti, 2007
- Poématique, Presses Nationales d'Haïti, 2009